# 沙坪乡 (宜章县)
沙坪乡原属湖南省宜章县下辖乡，2012年4月撤销，与太平里乡一起成建制合并至新设的五岭乡。沙坪乡撤销前行政区划代码431022215；下辖樟桥村、坳背村、分水村、福禄岭村、坦山村、十二亩村、欧家洞村、沙坪里村、留军村、沿江村、铁坑村共计11个行政村。